# عاصمة الثقافة الإسلامية

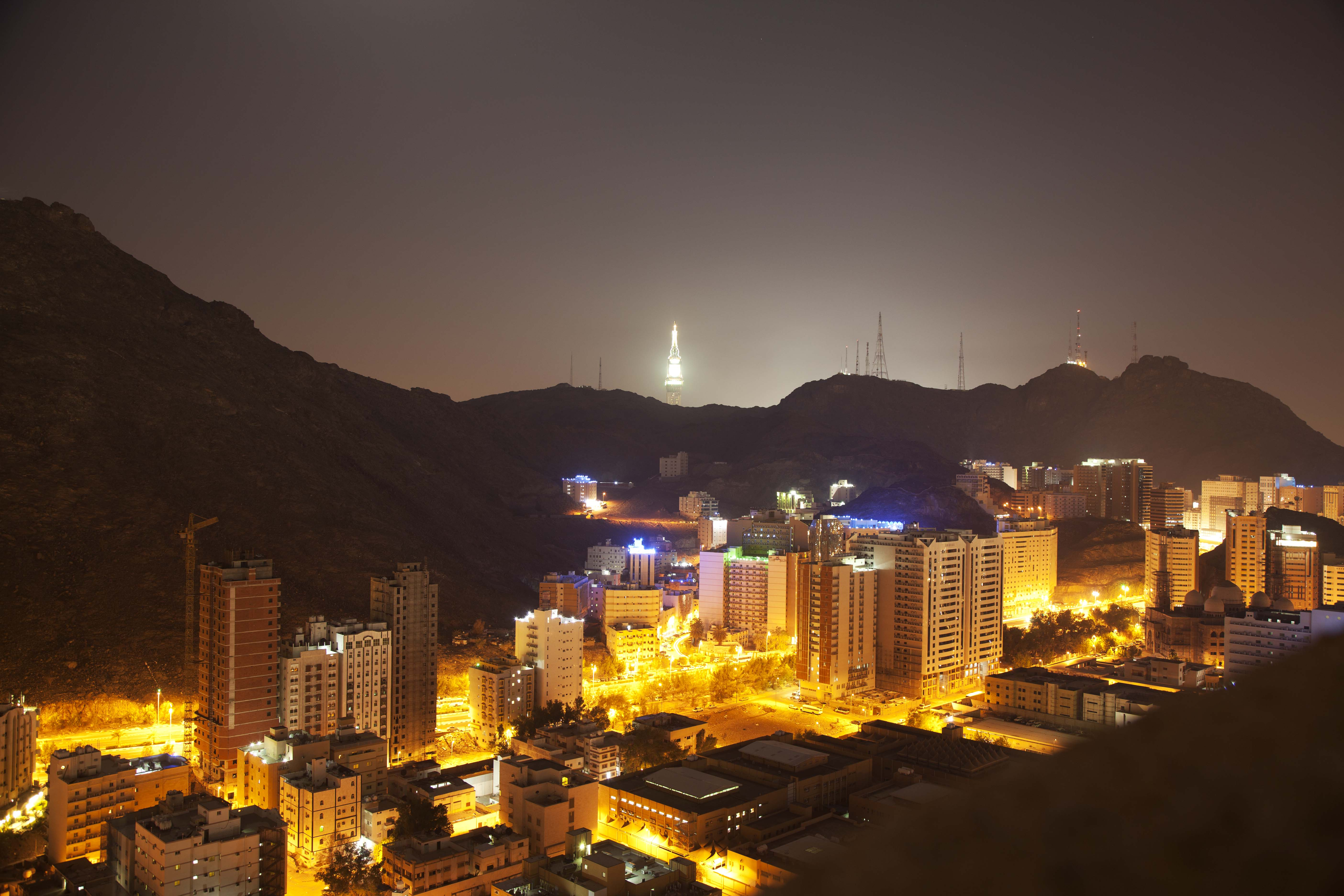
منطقة العزيزية في مكة المكرمة: لمحة عن إحدى المناطق الحيوية في المدينة المقدسة

عاصمة الثقافة الإسلامية: على غرار البرنامج الذي أطلقته المنظمة العربية للتربية والثقافة والعلوم الألكسو باختيار عاصمة الثقافة العربية، تبنت المنظمة الإسلامية للتربية والعلوم والثقافة الإيسسكو برنامج عاصمة الثقافة الإسلامية التي تسند سنويا إلى ثلاث مدن إسلامية عريقة واحدة عن كل من المناطق الإسلامية الثلاث: العالم العربي وأفريقيا وآسيا، تضاف إليها العاصمة التي تستضيف المؤتمر الإسلامي لوزراء الثقافة الذي ينعقد كل عامين  وتمتد الاحتفالات والتظاهرات على سنة كاملة، وقد وقع الاتفاق على هذه التظاهرة منذ عام 2001 من قبل المؤتمر الإسلامي الثالث لوزراء الثقافة الذي انعقد آنذاك في العاصمة القطرية الدوحة.، وتم اعتماده في المؤتمر الإسلامي الرابع لوزراء الثقافة الذي انعقد في الجزائر عام 2004.

## أهداف البرنامج
تتمثل أهداف برنامج عاصمة الثقافة الإسلامية، فيما يلي:
- نشر الثقافة الإسلامية وتجديد مضامينها وإنعاش رسالتها وتخليد الأمجاد الثقافية والحضارية للمدن التي تختار كعواصم ثقافية إسلامية بالنظر لما قامت به في خدمة الثقافة والآداب والفنون والعلوم والمعارف الإسلامية.
- تقديم الصورة الحقيقية للحضارة الإسلامية ذات المنزع الإنساني إلى العالم أجمع من خلال إبراز المضامين الثقافية والقيم الإنسانية لهذه الحضارة
- تعزيز الحوار بين الثقافات والحضارات وإشاعة قيم التعايش والتفاهم بين الشعوب في هذه المرحلة العصيبة التي يمر بها عالمنا اليوم وتستدعي من المجتمع الدولي تضافر الجهود جميعاً على شتى المستويات من أجل إنقاذ الإنسانية مما يتهددها من مخاطر جمة

مبادرة
قام باحثو «التجمع الدولي للبحوث العلمية» بإجراء أبحاث استهدفت هذه الظاهرة الاحتفالية وتتويجها علمياً عبر أبحاث علمية دقيقة.

## قائمة عواصم الثقافة الإسلامية
- 2005:  مكة المكرمة (السعودية)
- 2006:  حلب (سورية) عن المنطقة العربية،  أصفهان (إيران) عن المنطقة الآسيوية،  تمبكتو (مالي) عن المنطقة الإفريقية
- 2007:  فاس (المغرب)،  طشقند (أوزباكستان)،  داكار (السنغال)
- 2008:  الأسكندرية (مصر)  لاهور (باكستان)  جيبوتي (جيبوتي)
- 2009:  القيروان (تونس)  كوالالمبور (ماليزيا)  أنجمينا (تشاد)
- 2010:  تريم (اليمن)  دوشنبه (طاجيكستان)  موروني (جزر القمر)
- 2011:  تلمسان (الجزائر)  نواكشوط (موريتانيا)  جاكرتا (أندونيسيا)  كوناكري (غينيا)
- 2012:  النجف (العراق)،  داكا (بنغلاديش)،  نيامي (النيجر)
- 2013:  المدينة المنورة (السعودية)،  طرابلس (لبنان)  غزنة (أفغانستان)  كانو (نيجيريا)
- 2014:  الشارقة (الإمارات)  بشكيك (قيرغيزستان)  واغادوغو (بوركينافاسو)
- 2015:  نزوى (سلطنة عمان)  ألماتي (قازاخستان)  كوتونو (بنين)
- 2016:  الكويت (الكويت)  ماليه (المالديف)  فريتاون (سيراليون)
- 2017:  عمان (الأردن)  سنار (السودان)  مشهد (إيران)  كمبالا (أوغندا)
- 2018:  المحرق (البحرين)[4]  ناخيتشيفان (أذربيجان)  ليبرفيل (الغابون)
- 2019:  تونس العاصمة (تونس)  بندر سري بكاوان (بروناي دار السلام)  بيساو (غينيا بيساو)
- 2020:  القاهرة (مصر)  بخارى (أوزبكستان)  باماكو (مالي)
- 2021:  الدوحة (قطر)  إسلام أباد (باكستان)  بانجول (غامبيا)
- 2022:  دمشق (سورية)  باندونغ (أندونيسيا)  ياوندي (الكاميرون)
- 2023:  بنغازي (ليبيا)  سلاغور (ماليزيا)  مقديشو (الصومال)
- 2024:  مراكش (المغرب)  كابول (أفغانستان)  لومي (التوغو)